# 華智禮
陸軍中將華智禮爵士，KBE，CB，MC[?]（1912年7月8日—1987年5月13日），英國陸軍將領，1966年至1968年任駐港英軍司令，任內應對六七暴動。
六七暴動期間，華智禮指揮駐港英軍參與處理沙頭角槍戰、文錦渡事件和打鼓嶺事件等多宗邊境衝突，並配合香港警隊採取多次聯合行動拘捕左派份子和出動軍火專家拆除左派在全港各處放置的土製炸彈。1967年8月4日，華智禮更向訪港的皇家海軍航空母艦借用直昇機，配合軍警空降到僑冠大廈，成功搗破左派位於大廈內的據點。另一方面，英國政府在華智禮任內對駐港英軍展開軍費檢討，促使香港立法局在1967年3月通過香港政府每年承擔的經常軍費由4,000萬港元上調一倍至8,000萬港元。在軍費檢討下，香港皇家後備海軍等駐軍單位因經費不繼而遭到解散，但一些諸如京士柏陸軍醫院等新建的軍事設施，也是在其任內落成啟用的。
華智禮1933年加入英屬印度陸軍，早年在印度各地服役。第二次世界大戰期間，他先後參與東非戰役和緬甸戰役等戰事，並在二戰結束後於1945年前赴印尼作戰，憑藉傑出表現在翌年獲頒授軍功十字勳章。1947年印度獨立後，他以少校身份收編到英國陸軍旗下的約克及蘭卡斯特軍團，1953年改編入南蘭開郡軍團（威爾斯親王義勇軍），其後分別於1956年、1960年、1961年和1966年升任上校、准將、少將和中將。出掌駐港英軍前，他曾擔任的職務包括駐德英軍第6步兵旅群司令（1957年－1960年）、第48師（本地陸軍）兼西密德蘭軍區司令（1961年－1963年）、以及坎伯利參謀學院院長（1963年－1966年）等。
1968年從軍隊退役後，華智禮曾任國家陸軍博物館執行委員會委員和轄下的印度軍隊博物館委員會委員。跟印度關係深厚的他還於1980年10月出任英國東南亞墳場協會首任主席，後延任一屆至1986年3月卸任。

## 生平

### 早年生涯
華智禮1912年7月8日生於英屬印度北部喜馬偕爾邦達爾豪斯，父親是傑弗里·沃斯利（Geoffrey Worsley，1880年－1931年），母親是埃爾茜·瑪嘉烈·麥克弗森（Elsie Margaret Macpherson，1885年－1953年）。華智禮的家族雖然來自英國，但與印度具深厚關係，他的父親在印度出生，1905年加入英屬印度政府，歷任旁遮普省助理專員和副專員等職，1919年獲英廷頒授OBE勳銜；他的祖父理查·沃斯利少將（Major-General Richard Worsley，1838年－1899年）是職業軍人，1858年至1894年間服役於英屬印度陸軍。華智禮的母親也在印度出生；他的曾外祖父鄧肯·麥克弗森（Duncan Macpherson，1812年－1867年）於1836年加入印度陸軍擔任軍醫，後來於1857年至1867年出任馬德拉斯醫務監督。
華智禮幼年在印度各地生活，與父親在郊野狩獵野鴨和鱷魚是他印象最深刻的兒時玩樂之一。他在1926年入讀英國的拉德利公學，在校內特別喜愛木球運動；1931年畢業後他升讀桑德赫斯特皇家軍事學院，接受正規軍事教育。華智禮自小已立志成為軍人，因此他從軍校畢業後，便立即投考成為陸軍軍官，1933年2月獲英屬印度陸軍取錄，同年抵達卡拉奇報到。

### 軍事生涯

#### 印度陸軍

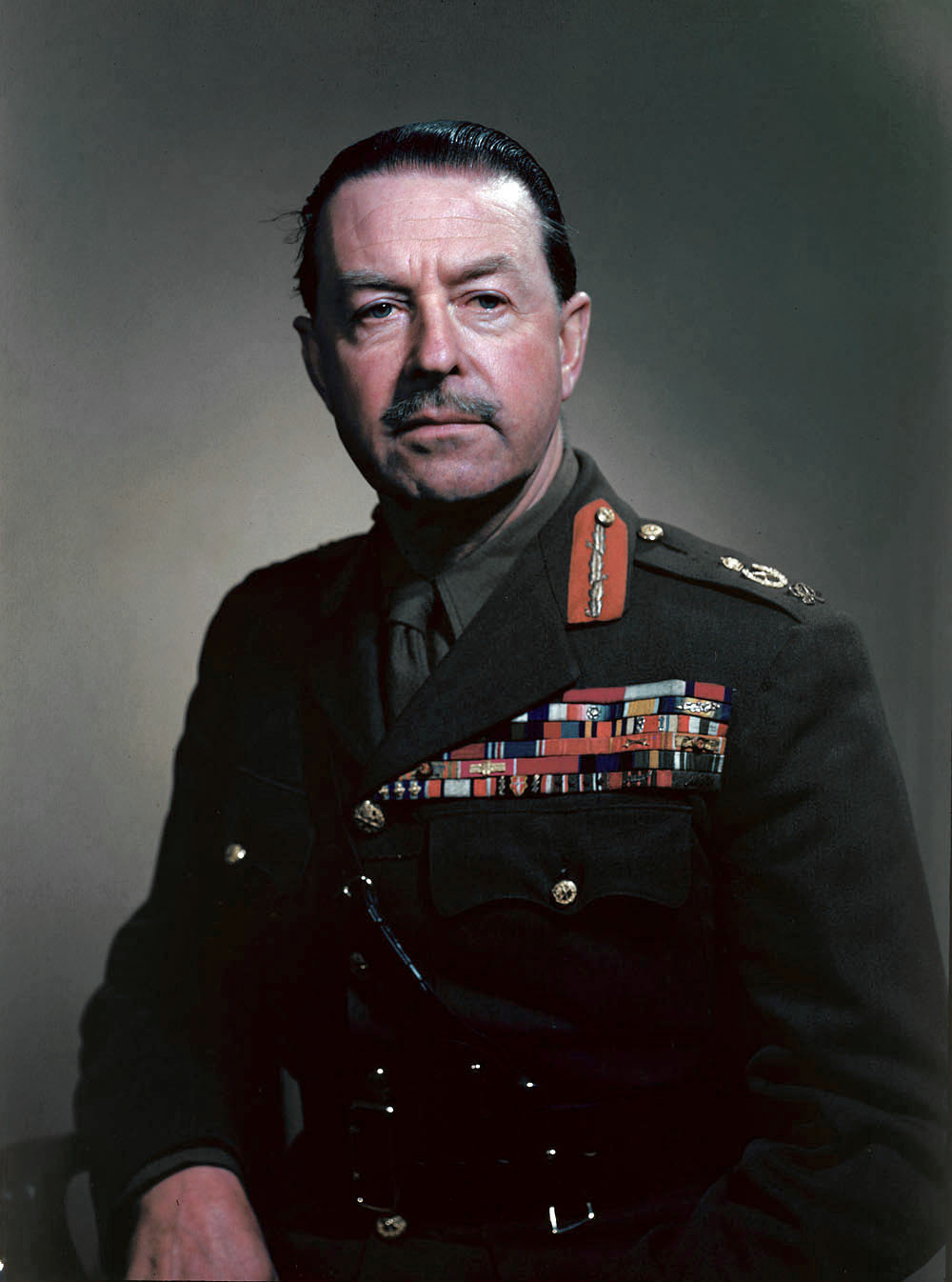
華智禮爵士早年在印度服役，曾經是陸軍元帥第一代突尼斯亞歷山大伯爵（圖）的部下。

在印度，華智禮最初於女皇直屬金馬崙高地軍團服務和接受訓練；一年後，他於1934年3月取得少尉軍銜（追溯至1933年2月生效），同時正式編入第2旁遮普軍團第3營，派駐於西北邊境省的瑙謝拉（Nowshera），他所屬的瑙謝拉旅旅長正是日後成為陸軍元帥的哈羅德·亞歷山大准將（即後來的第一代突尼斯亞歷山大伯爵）。他在西北邊境省跟隨瑙謝拉旅於1935年2月至4月參與洛阿格拉戰役（Loe Agra campaign），平定一場由伊斯蘭教修士阿林加法基爾（Fakir of Alingar）及其追隨者發起的亂事；在一次晚間軍事行動當中，華智禮成功伏擊一群正計劃狙擊英軍營地的普什圖族部落民兵，事後獲上級傳令褒獎，以及於同年5月擢升成為中尉。未幾，他在同年8月至10月跟隨軍旅參與在西北邊境省爆發的莫赫曼德戰役（Mohmand campaign），期間他奉命率五人到前線搜救兩名受傷的同袍，最終救回其中一人，因而獲第二度傳令褒獎。
1936年至1937年，華智禮再度派遣到西北邊境省參與瓦濟里斯坦戰役（Waziristan campaign），對付由另一名伊斯蘭修士伊皮法基爾（Fakir of Ipi）及其信眾持續發起的武裝衝突。他在西北邊境省前後數年的軍事工作，為他先後換來一面1909年版印度一般服務獎章和一面1936年版印度一般服務獎章。他此後曾駐守西北邊境省蘭迪科塔爾（Landi Kotal），到1938年10月轉往聯合省的勒克瑙，在他隸屬的第2旁遮普軍團第3營署任副官一職。不久以後，第二次世界大戰在1939年9月爆發，他旋即奉命前往中部孟買省的艾哈邁德訥格爾參與設立拘留營拘禁納粹德國國民，數星期後改赴海得拉巴邦塞康德拉巴德會合他的軍團，等候前赴海外作戰。同時，他於1939年9月起署任上尉，1940年1月進一步獲任命為臨時上尉。

#### 二戰經歷
華智禮在塞康德拉巴德跟隨第2旁遮普軍團第3營編入新組建的第5印度步兵師，並於1940年7月由孟買乘船前往非洲蘇丹候命。1941年2月，他獲正式擢升成為上尉，接著隨軍前往厄立特里亞，在東非戰役期間先後參與厄立特里亞戰役（Eritrean campaign）和凱倫戰役（Battle of Keren）等多場戰事，經過激戰後擊潰意大利軍隊，同年5月從意大利手上解放阿比西尼亞。他在東非的軍事表現，使他第三度獲上級傳令褒獎，期間還獲任命為臨時少校。同年，他從東非返回印度，獲保送到奎達的陸軍參謀學院深造，學成後任職於德里的印度司令部參謀部。1943年8月，盟軍在德里設立東南亞司令部，由海軍上將蒙巴頓勳爵擔任盟軍東南亞最高司令，華智禮遂轉到東南亞司令部參謀部任職，並一度升任臨時中校，過了一段時間後才調往奎達參謀學院擔任教官。
二戰晚期，華智禮重返前線，在1945年初與第2旁遮普軍團第3營一同參與緬甸戰役。當時戰事已近尾聲，而日本在同年8月宣告無條件投降後，也標誌著二戰告終。日本投降時，華智禮正身處緬甸中部密鐵拉以北的地方，但他沒有返回印度，而是於同年8月底趕往新加坡乘船出發前往印尼爪哇，11月在泗水登陸。這時印尼的日治時期才剛結束，但卻爆發了旨在推翻荷屬東印度政權的印尼獨立革命。鑑於荷蘭在日本投降時未能及時派出足夠兵力完全接管印尼和恢復對印尼的管治，因此英國特地協助派兵維持局勢。華智禮在爪哇借調到第1旁遮普軍團擔任第2營營長，期間參與多次軍事行動，與革命軍激烈交鋒，直到荷蘭軍隊於1946年初抵達印尼後，才告撤退。憑藉在爪哇的突出表現，他獲英廷頒授軍功十字勳章，另外又獲一面1918年版一般服務獎章，而印尼最終於1949年成功爭取從荷蘭獨立。
二戰的軍事經歷也為華智禮分別換來一面1939年至1945年星章、一面非洲星章、一面緬甸星章、一面1939年至1945年大戰獎章（附有一枚橡葉勳扣）和一面印度服務獎章。完成在印尼的軍事行動後，他終可休假返回闊別十年的英國與家人團聚。1946年7月，正式升任少校的他再一次回到英屬印度，派駐於聯合省台拉登的野外森林，直到1947年印度獨立為止。

#### 戰後工作
隨著印度於1947年脫離英國獨立，華智禮被收編到英國陸軍旗下的約克及蘭卡斯特軍團，在戰後初年派駐於德國等地，其後又升任臨時中校。1951年，他獲保送到三軍聯合參謀學院深造，同年6月獲英廷頒授OBE（軍事）勳銜，未幾在7月升任名譽中校。完成深造後，他於1953年改編入南蘭開郡軍團（威爾斯親王義勇軍）擔任第1營營長，同時正式升任中校，後來還取得臨時上校的軍階和獲頒一面英女皇伊利沙伯二世加冕獎章。1956年1月，他正式升任上校（追溯至1954年6月生效），同年借調往英國國防部擔任聯合參謀部秘書，到1957年為止。

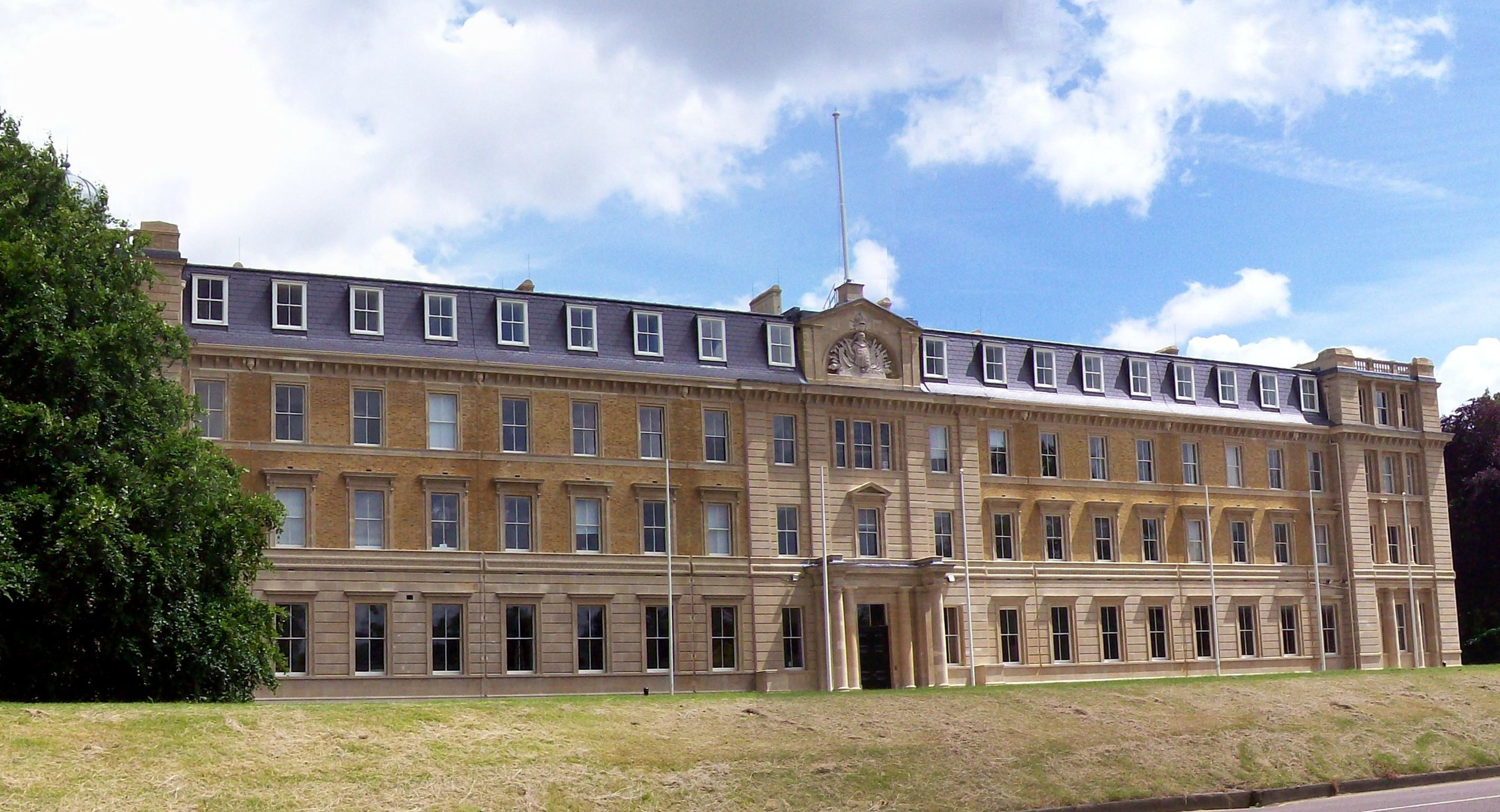
華智禮爵士在1963年至1966年擔任坎伯利參謀學院（圖）院長。

此後，華智禮歷任多項司令職務，當中包括在1957年至1960年擔任駐德英軍第6步兵旅群司令，負責在德國統率西福士高地軍團、皇家愛爾蘭燧發槍團和皇家諾森伯蘭燧發槍團麾下各一營官兵；以及於1961年2月至1963年3月擔任重設後的首任第48師（本地陸軍）兼西密德蘭軍區司令。其間，他於1960年至1961年在帝國國防學院深造，並且於1960年1月和1961年2月先後取得准將和少將軍階。1960年夏天，他還隨團前往非洲作軍事考察，所到之處包括尼日利亞、迦納、安哥拉、南非、貝專納蘭、南羅德西亞、北羅德西亞、尼亞薩蘭、坦噶尼喀和肯雅。1963年5月，華智禮接替查爾斯·哈林頓少將（Maj.-Gen. Charles Harington）出任坎伯利參謀學院院長，同年獲英廷頒授CB（軍事）勳銜。他於1966年4月卸任院長一職，由默文·巴特勒少將（Maj.-Gen. Mervyn Butler）繼任。

#### 駐港司令

##### 六七暴動

###### 暴動背景
1965年11月，英國國防部公佈以華智禮接替陸軍中將區金諾爵士出任駐港英軍司令，他於翌年6月10日以中將身份履任，並獲英廷頒賜KBE（軍事）勳銜，成為爵士；同時兼任香港行政局當然官守議員。華智禮就任駐港英軍司令前不久，香港剛於1966年4月因為天星小輪加價事件而爆發一場短暫的騷動，而受到中國大陸同年爆發文化大革命影響，位處中國邊陲的香港更是變得日益動盪不穩，到1967年5月還爆發了持續大半年的六七暴動。六七暴動源於一家塑膠花廠勞資糾紛引發的工潮，工潮在左派的介入和文革風潮席捲香港的情況下愈演愈烈；左派示威者從5月6日開始與警方發生連場街頭衝突，迫使香港政府一度實施局部地區宵禁，左派團體其後更成立「港九各界同胞反對港英迫害鬥爭委員會」（簡稱「鬥委會」），以「反英抗暴」為號召挑戰殖民地政府，對殖民地政府的管治構成威脅。同年6月起，左派團體還策劃各行各業的罷工和罷課，使到市民的日常生活進一步受到影響。

港督戴麟趾爵士在1967年6月底因病返回英國後，時任輔政司祁濟時（右一）於輔政司署宣誓就任護督。在場還有監誓人首席按察司何瑾爵士（右三）、駐港英軍司令陸軍中將華智禮爵士（左一）、署理華民政務司徐家祥（左二）和行政局秘書卞樂志（右二）等。

當時，英國駐港三軍人數約有8,500人，其中駐港陸軍設有六至七個單位，相當於大約六營兵力；陸軍除了在香港島和九龍分別設有軍營，在新界還駐紮了第48啹喀步兵旅。暴動初期，港府主要派出警方防暴隊維持秩序，暫未尋求處於戒備狀態的駐港英軍協助平亂；但香港局勢踏入7月份仍未有緩和跡象，而中港邊境在7月8日發生的沙頭角槍戰，更加要出動駐港英軍解圍。

###### 邊境衝突
1967年7月8日上午約9時30分，數百名來自華界的中國大陸民兵集結於沙頭角，並在上午約11時闖入英界襲擊沙頭角警崗，造成警員傷亡。儘管華智禮早於上午10時30分已派出兩連約240名啹喀兵和其他支援部隊趕到沙頭角外圍戒備，但鑑於事件牽涉外交層面，他須要先請示倫敦方面才能採取進一步行動。可是，由於時差關係，處於凌晨時份的英國當局遲遲沒有作出指示，為免擦槍走火使局勢升級，部隊只能按兵不動，在外圍監控情況。下午1時30分，守在外圍的英軍終於接到指令進入沙頭角，把大陸民兵驅離英界，期間遇到一些反抗，同時港府也宣佈對沙頭角實施宵禁。到下午5時，大陸民兵全面撤回華界，英軍重新掌控沙頭角，並救出沙頭角警崗內的死傷警員。事件一共造成兩名巴基斯坦裔警員和三名華裔警員殉職，另有11名警員受傷，而香港的左派報章則指中方有一人死亡和八人受傷。
沙頭角槍戰發生後，英軍暫代警方的邊境巡邏工作，但邊境局勢仍然不穩，1967年8月還先後發生文錦渡事件和打鼓嶺事件。在文錦渡事件當中，大埔理民官鮑富達於8月10日到文錦渡邊境關卡調停一宗糾紛時，與隨行的駐港英軍麥仕德中校等十多人遭一批大陸搬運工人圍困於文錦渡警崗之內。工人在當晚衝入警崗挾持鮑富達和麥仕德等人員，而到場增援的軍警只能在關口外圍戒備。鮑富達、麥仕德和邊境警區警司披頓三人其後在工人的武力威嚇下迫簽一份「認罪保證書」，眾人最終於8月11日清晨獲釋，事後港府宣佈全面封閉中港邊境，以待局勢緩和。
就在文錦渡事件平息後不久，一批來自華界的農民在8月11日早上強行進入已封閉的打鼓嶺關口，被英軍施放催淚彈驅散。其後，這批農民再度於關口集結，聲稱要到英界的農田工作後，始獲軍警放行。可是到下午3時，這批農民被指聚眾生事，軍警驅散不果後施放催淚彈，期間農民與軍警發生衝突，混亂中造成一名外籍督察和數名軍警受傷，遇襲督察頭部和胸部更被刺傷，情況嚴重。下午4時，打鼓嶺局勢恢復平靜，然而當一隊軍警步回打鼓嶺警署的時候，華界突然傳出連串槍聲，子彈射向英界的農田，雖然沒有造成傷亡，但未知槍聲是由大陸民兵抑或中國人民解放軍所發。

###### 英軍反制
香港邊境發生的連串事件成為英方和港府在六七暴動期間遭遇的一大挫折，但駐港英軍在邊境三次事件中一槍不發，避免使緊張局勢升級。事實上，華智禮早於1967年5月底已聯同時任香港總督戴麟趾爵士與到訪的英國聯邦事務部副政務次官高士和爵士（Sir Arthur Galsworthy）商討香港局勢。華智禮和戴麟趾在會面中認為中英雙方當前沒有合作的空間，因此英國不可能有秩序地撤出香港。任何有序撤出香港的計劃，只能寄望文革和毛澤東時代結束後中英關係改善，才能夠認真探討。兩人還向高士和指出，英國在香港已是泥足深陷，如果中方使全力迫英方就範，英方將面臨羞辱性的投降。儘管如此，華智禮同意港府應採取更強硬的姿態對付左派份子，並支持戴麟趾提出查封左派據點和安排皇家海軍航空母艦訪港的建議。在同月底舉行的行政局會議上，華智禮聯同其他在席議員還一致同意港督可在適當時候運用酌情權逮捕左派領袖，甚至把他們遞解出境。
在這個背景下，皇家海軍堡壘號航空母艦（HMS Bulwark）在5月26日駛進香港水域與駐港英軍舉行軍事演習，事後北京《人民日報》批評行動反映英國重拾「砲艦政策」，而中國外交部更一度計劃起草照會表達抗議。同年7月12日，駐港英軍首次配合警方防暴隊行動，掃蕩左派港九摩托車業職工總會和香港巴士分會會址，兩日後又與警方採取聯合行動，攻入九龍船塢勞工聯合會會址和紅磡勞工子弟學校，連日行動拘捕多名左派人士。此外，鑑於左派份子由1967年7月開始在全港各處放置土製炸彈，危及尋常市民的安全，駐港英軍更與警方多次奉命派出拆彈專家拆除炸彈。左派份子放置土製炸彈的行動一直到同年10月才告中止，期間他們在全港一共放置了8,074枚真假炸彈，當中1,167枚屬真正炸彈。
駐港英軍與警方的聯合行動在8月4日進入高潮，當天清晨時份，當局派出七連警員、七排英軍和大批便衣探員，循陸空兩路攻入位於北角僑冠大廈和新都城大廈的左派要塞，期間還得到訪港的赫米斯號航空母艦配合派出三架直升機，協助一支由軍警組成的特遣隊空降到僑冠大廈天台。行動一共拘捕26人，並搗破一所暗藏於新都城大廈內的小型醫院。數日後，警方於8月9日搜查多間左派報館，拘捕《香港夜報》社長胡棣周、《田豐日報》社長潘懷偉和督印人陳豔娟、以及南昌印務公司董事長李少雄和經理翟暖暉合共五人，而《香港夜報》、《田豐日報》和《新午報》三家獨立左派報章隨後於8月17日被勒令停刊。為了報復「港英瘋狂迫害香港愛國新聞事業」，中方於8月22日策動火燒英國代辦處事件，號召大批紅衛兵在北京英國駐華代辦處外召開「聲討英帝反華罪行大會」，繼而縱火焚燒代辦處，包括駐華代辦霍普森爵士（Sir Donald Hopson）在內的多名代辦處職員和家屬在事件中遭群眾毆傷。
隨著港府強硬對付和搜捕左派份子，再加上左派的激進行動和中國大陸的文革風潮為主流報章和輿論所猛烈抨擊，暴動並不獲普遍香港市民支持，而香港局勢在9月以後也終於逐漸得到港府有效的控制。1967年12月，時任中國國務院總理周恩來向香港的左派陣營下達命令停止「反英抗暴」，擾攘香港近七個月的六七暴動終告全面平息。整場暴動一共造成一名英軍殉職和29名英軍受傷，殉職英軍華克曼中士（Sergeant Charles Workman）是軍方軍火專家，他是在8月28日於獅子山山頭拆除一枚土製炸彈時，遭炸彈威力拋下200多呎山坡而死的。

##### 駐軍工作

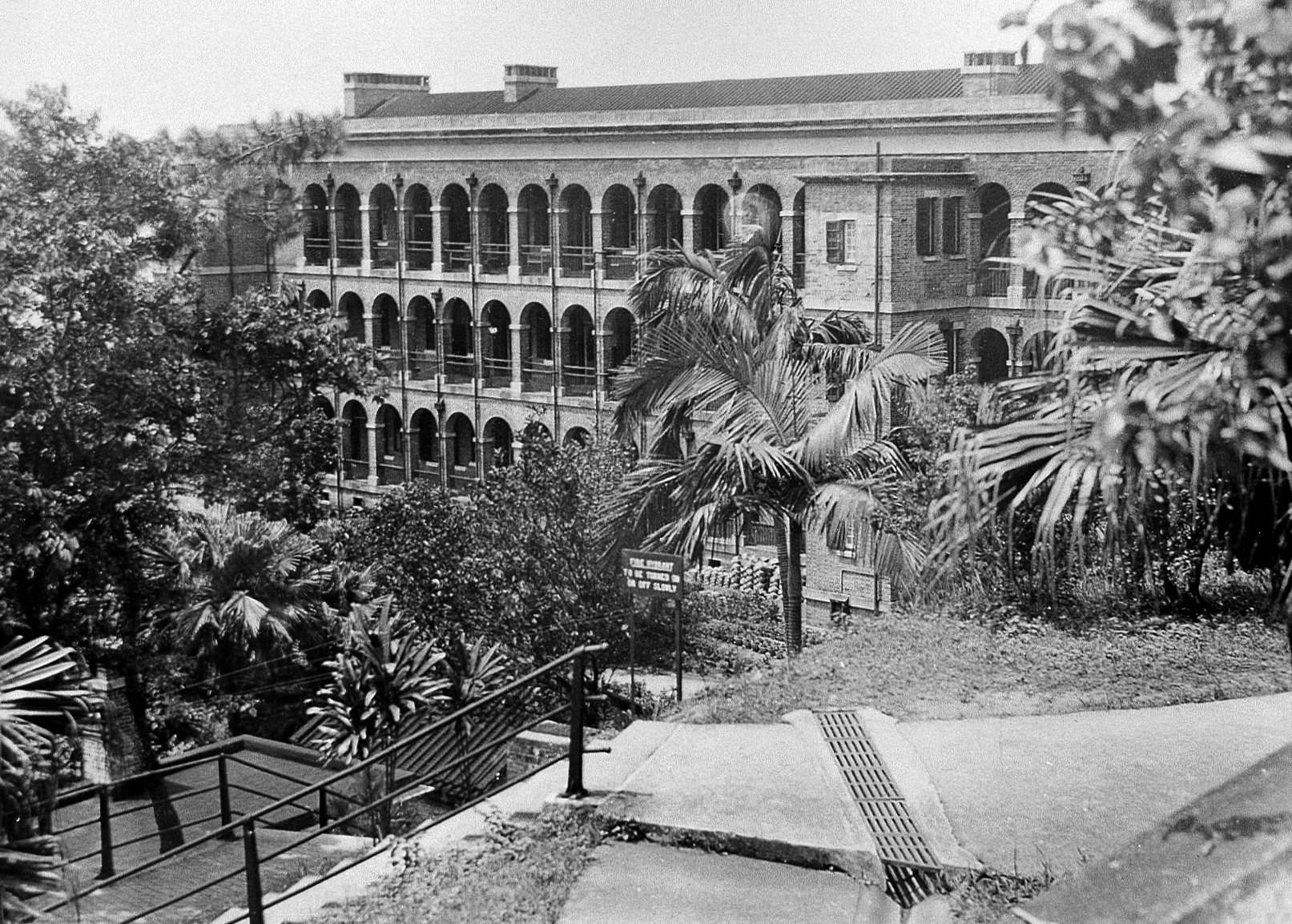
前寶雲道陸軍醫院用地（圖）和加列山前皇家海軍醫院用地一併於1967年由駐港英軍移交香港政府。

華智禮上任駐港英軍司令的時候，英國政府正著手研究增加港府負擔駐港英軍軍費的水平，以減輕英政府的財政負擔和紓緩英鎊幣值持續疲弱的問題。經過連番內部討論，港府在1966年底同意由以往每年承擔其中4,000萬港元的經常軍費，上調一倍至每年8,000萬港元；與此同時，軍方與港府達成協議，軍方日後把軍用土地移交港府作其他發展用途時，港府無需再向軍方補償地價。新的軍費分擔安排雖然在1967年3月獲立法局通過，但引來社會上的一些反對聲音，其中立法局非官守議員簡悅強批評，新的協議將使港府每年的防務開支較社會福利開支高出四倍，而且英軍在遠東的佈防以馬來西亞和新加坡為重心，可是兩地卻無需負擔軍費，做法對香港不公。

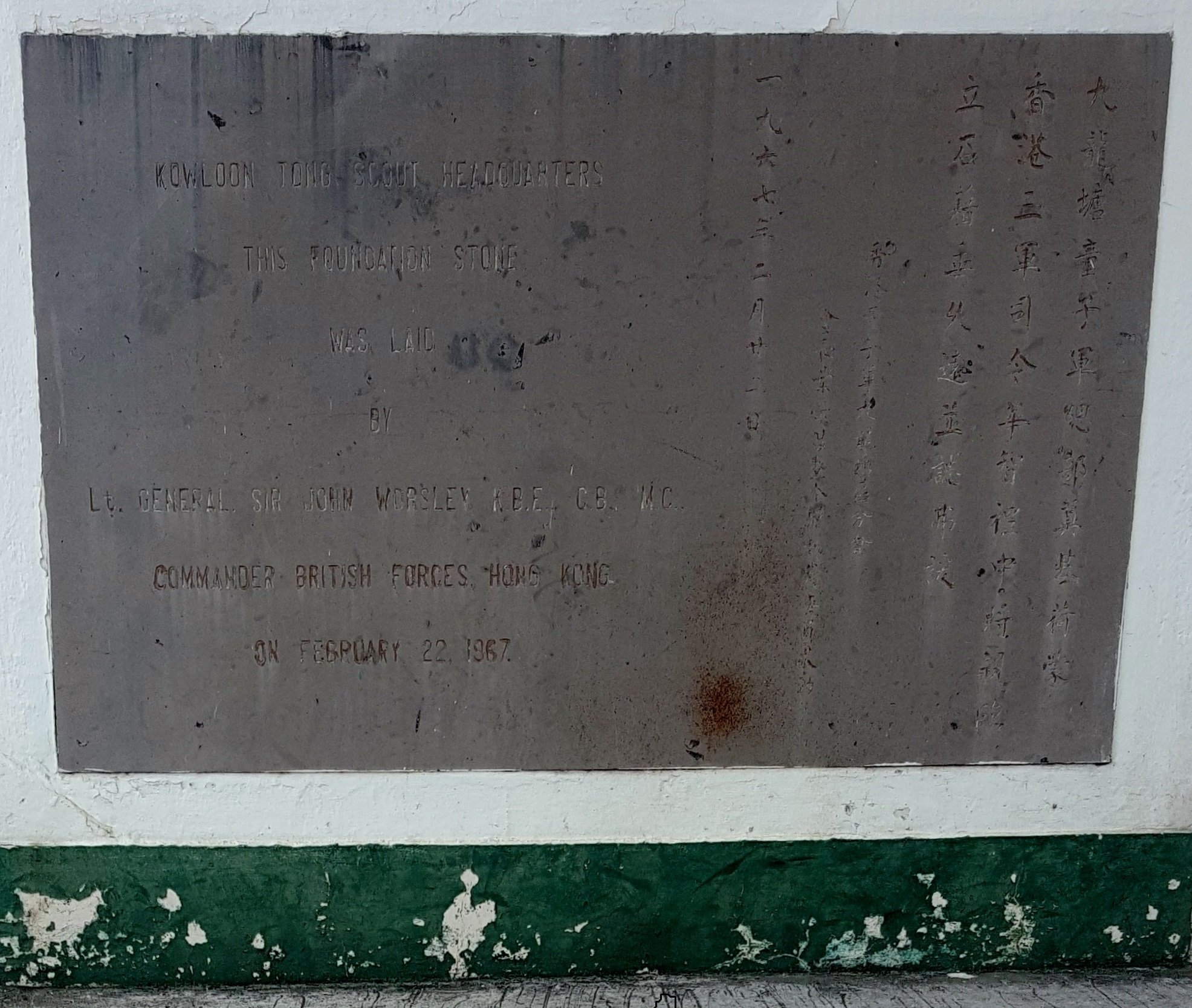
華智禮爵士1967年2月22日為九龍塘香港童子軍總部主持奠基禮。

除了軍費議題，駐港英軍規模在華智禮任內也有所增減，例如具82年歷史和擁有190人的香港皇家後備海軍和香港女子後備海軍，就因為經費問題被迫於1967年4月解散，原本駐港的皇家海軍掃雷艦也於同年9月全數調往新加坡。空軍方面，駐港皇家空軍第28中隊同樣在經費不繼下於1967年1月解散，有關決定連帶使香港空軍總部於同年3月裁撤；一直到六七暴動後，經軍方重新檢視戰略需要，第28中隊才得以在1968年3月重設。另一邊廂，儘管受到經費問題困擾，駐港英軍在華智禮任內還是有一些新的軍事設施投入運作，這些設施包括在1966年9月啟用的彩虹軍需庫，以及在1967年8月啟用的京士柏陸軍醫院。該院落成後，舊有的寶雲道陸軍醫院和位於加列山的皇家海軍醫院遂告停辦，有關土地由港府接收。
駐港英軍在華智禮任內維持軍民聯繫，駐軍除了在1966年六一二雨災期間參與大規模的救援工作，又多次舉辦軍營開放日和青少年暑期戶外探險營。華智禮本人對香港的社會事務表現興趣，任內多次訪問新界和離島地區，所到之處包括長洲、坪洲、十四鄉、東涌、上水、大埔、新田和青山等地，此外還於1967年4月官式訪問大韓民國。按照軍方傳統，他於1966年9月出任皇家救生會香港分會副會長，直到卸任駐港英軍司令為止。

### 晚年生涯
1967年11月，英國國防部宣佈華智禮將於翌年卸任駐港英軍司令一職，他於1968年7月4日正式卸任離港，由陸軍中將余智韜爵士接任。在卸任前數天舉行的記者會上，他指出大陸局勢在文革下仍然十分動盪，香港隨時出現由廣東省湧來的難民潮，寄語香港市民要時刻保持警覺。華智禮卸任時乘坐郵輪離開香港，取道南美洲返回英國，開展退休前休假，直到同年11月5日正式從軍中退役，結束逾35年的職業軍人生涯。
華智禮退役後定居多實郡謝爾本的一座鄉郊別墅，並擔任國家陸軍博物館執行委員會委員和轄下的印度軍隊博物館委員會委員。華智禮與印度關係深厚，加上曾外祖父鄧肯·麥克弗森也是葬於印度馬卡拉，所以他對研究印度英人墳場的歷史很有興趣。在這個背景下，他在1980年10月獲邀出任英國東南亞墳場協會（British Association for Cemeteries in South Asia，簡稱BACSA）首任主席，後延任一屆至1986年3月卸任，對該會的早期發展奠下基礎。1987年5月13日，他在多實郡謝爾本逝世，終年74歲。

## 個人生活
1934年8月7日，華智禮在印度穆索里的基督教堂娶露絲·奧德麗·布魯克（Ruth Audrey Broucke）為妻，惟這段婚姻最後以離婚收場。1941年，華智禮從東非戰場返回印度奎達深造，期間結識芭芭拉·伊麗莎白·格林伍德（Barbara Elizabeth Greenwood，1910年－1996年）。芭芭拉是查爾斯·亨利·格林伍德（Charles Henry Greenwood）的女兒，她於1936年嫁給西里爾·尤斯塔斯·賈維斯（Cyril Eustace Jarvis），並育有兩名女兒，但婚姻最後經告破裂。華智禮與芭芭拉結識一年後，於1942年10月23日在德里舊城內的梅登斯酒店（Maidens Hotel）舉行婚禮。兩人婚後共育有一子三女，而芭芭拉在前一段婚姻所生的兩名女兒也獲華智禮收為養女。華智禮的兒子理查·傑弗里·約翰·沃斯利（Richard Geoffrey John Worsley）生於1945年，跟父親同樣入讀拉德利公學，畢業後曾於皇家海軍陸戰隊服役。
華智禮的興趣包括園藝、釣魚和狩獵，他生前是倫敦陸海軍會、聯合軍事會和史樂郡會等紳士會所會員。

## 榮譽

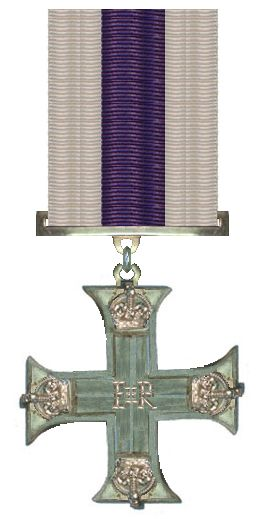
軍功十字勳章

- 以下列出榮譽全稱及縮寫：^ 
  - 1909年版印度一般服務獎章[21]
  - 1936年版印度一般服務獎章[21]
  - 1939年至1945年星章[21]
  - 非洲星章[21]
  - 緬甸星章[21]
  - 1939年至1945年大戰獎章（附有一枚橡葉勳扣）[21]
  - 印度服務獎章[21]
  - 軍功十字勳章（M.C.） （1946年4月4日[25]）
  - 1918年版一般服務獎章[21]
  - 英帝國官佐（軍事）勳章（O.B.E. (Mil.)） （1951年英皇壽辰授勳名單[29]）
  - 英女皇伊利沙伯二世加冕獎章 （1953年6月[21]）
  - 巴斯同袍（軍事）勳章（C.B. (Mil.)） （1963年英女皇壽辰授勳名單[39]）
  - 英帝國爵級司令（軍事）勳章（K.B.E. (Mil.)） （1966年英女皇壽辰授勳名單[43]）

## 注腳
1. 1 2 3 4 5 6 7 8 9 10 11 12 13 14  Harfield (1992), p.iii.
2. 1 2 3 4 5 6 7 8 9 10 11 12 13 14  "WORSLEY, Lt-Gen. Sir John (Francis)" (1996)
3. 1 2  Crisp (1914), p.176.
4. ↑  "WORSLEY O.B.E. Geoffrey" (1932)
5. 1 2  "Indian Births and Baptisms, 1786-1947: Elsie Margaret Macpherson" (retrieved on 15 April 2017)
6. ↑  "WORSLEY Elsie Margaret" (1954)
7. 1 2  Massue (1994), p.208.
8. ↑  "Indian Births and Baptisms, 1786-1947: Geoffrey Worsley" (retrieved on 15 April 2017)
9. ↑  The India Office and Burma Office List (1928), p.873.
10. ↑  "Supplement to Issue 31114 （页面存档备份，存于）", London Gazette, 7 January 1919, p.463.
11. ↑  Seccombe and Mills (2004)
12. 1 2 3 4 5 6 7 8 9 10 11 12 13 14 15 16 17 18 19 20 21 22 23 24 25 26 27 28  "Lt. Gen. Sir John Worsley" (2 June 1968)
13. 1 2  Robertson (1965), p.370.
14. ↑  "John Worsley (1926)" (retrieved on 15 April 2017)
15. 1 2  〈華智禮明年來任英軍總司令〉（1965年11月4日）
16. ↑  "Issue 34087 （页面存档备份，存于）", London Gazette, 14 September 1934, p.5840.
17. ↑  "Issue 34253 （页面存档备份，存于）", London Gazette, 7 February 1936, p.819.
18. ↑  "Issue 34173 （页面存档备份，存于）", London Gazette, 21 June 1935, p.4012.
19. ↑  "Issue 34282 （页面存档备份，存于）", London Gazette, 8 May 1936, p.2980.
20. 1 2  〈駐港英軍司令易人，華致禮明日履新〉（1966年6月9日）
21. 1 2 3 4 5 6 7 8 9 10 11 12 13  "Sir John Francis Worsley" (retrieved on 15 April 2017)
22. ↑  The Half-Yearly Army List (January 1942), p.834-5.
23. ↑  "Issue 35165 （页面存档备份，存于）", London Gazette, 16 May 1941, p.2827.
24. ↑  "Supplement to Issue 35396 （页面存档备份，存于）", London Gazette, 26 December 1941, p.7354.
25. 1 2  "Supplement to Issue 37521 （页面存档备份，存于）", London Gazette, 2 April 1946, p.1669.
26. ↑  Cavendish (November 1999)
27. ↑  "Issue 38069 （页面存档备份，存于）", London Gazette, 12 September 1947, p.4286.
28. ↑  "Supplement to Issue 38158 （页面存档备份，存于）", London Gazette, 26 December 1947, p.6152.
29. 1 2 3  "Supplement to Issue 39243 （页面存档备份，存于）", London Gazette, 1 June 1951, p.3067.
30. ↑  "Supplement to Issue 39397 （页面存档备份，存于）", London Gazette, 27 November 1951, p.6239.
31. ↑  "Supplement to Issue 40133 （页面存档备份，存于）", London Gazette, 26 March 1954, p.1874.
32. 1 2  "Supplement to Issue 40686 （页面存档备份，存于）", London Gazette, 13 January 1956, p.356.
33. ↑  "Supplement to Issue 40676 （页面存档备份，存于）", London Gazette, 30 December 1955, p.80.
34. ↑  "Supplement to Issue 42268 （页面存档备份，存于）", London Gazette, 31 January 1961, p.837.
35. ↑  "Supplement to Issue 42942 （页面存档备份，存于）", London Gazette, 12 March 1963, p.2297.
36. ↑  "Second Supplement to Issue 41929 （页面存档备份，存于）", London Gazette, 12 January 1960, p.435.
37. ↑  "Supplement to Issue 42296 （页面存档备份，存于）", London Gazette, 7 March 1961, p.1799.
38. ↑  "Supplement to Issue 42991 （页面存档备份，存于）", London Gazette, 10 May 1963, p.4139.
39. 1 2  "Supplement to Issue 43010 （页面存档备份，存于）", London Gazette, 31 May 1963, p.4795.
40. ↑  "Supplement to Issue 43954 （页面存档备份，存于）", London Gazette, 15 April 1966, p.4723.
41. ↑  "Supplement to Issue 44016 （页面存档备份，存于）", London Gazette, 9 June 1966, p.6705.
42. ↑  "Supplement to Issue 44049 （页面存档备份，存于）", London Gazette, 8 July 1966, p.7817.
43. 1 2  "Supplement to Issue 44004 （页面存档备份，存于）", London Gazette, 3 June 1966, p.6535.
44. ↑  Hong Kong Annual Report 1966 (1967), p.338.
45. ↑  張家偉（2012年），頁19至37。
46. 1 2 3 4  〈六七暴動40周年回顧：走過香港文革的歲月〉（2007年5月6日）
47. 1 2 3 4  《文化大革命志補卷一：赤禍香港》（造訪於2016年12月28日）
48. 1 2  〈駐港英軍費問題引起工黨新爭論〉（1966年11月10日）
49. 1 2 3 4  〈今後四年香港負擔軍費每年增四千萬〉（1966年12月21日）
50. ↑  Hong Kong Annual Report 1966 (1967), p.211.
51. 1 2 3  Hong Kong Annual Report 1967 (1968), p.206.
52. ↑  Hong Kong Annual Report 1967 (1968), p.4.
53. 1 2 3 4 5  "Major General Ronald McAlister - obituary" (22 September 2015)
54. 1 2  張家偉（2012年），頁111。
55. 1 2  Cooper (1970), pp.105-106.
56. 1 2 3 4  "Major-General Ronald McAlister" (12 September 2015)
57. ↑  張家偉（2012年），頁111至112。
58. ↑  張家偉（2012年），頁112。
59. ↑  張家偉（2012年），頁114至115。
60. 1 2 3 4 5  〈打鼓嶺卅餘名暴民昨午闖入英界鬧事，英軍五人被擊傷〉（1967年8月12日）
61. 1 2 3  〈文錦渡大捷詳情：港英露醜後嚇得封鎖邊界棄守警署〉（1967年8月12日）
62. ↑  〈共區暴徒衝入文錦渡，搗毀鐵絲網奪軍警槍械，用刀斧脅迫理民官簽字〉（1967年8月12日）
63. ↑  張家偉（2012年），頁115。
64. 1 2 3  張家偉（2012年），頁77。
65. 1 2 3  張家偉（2012年），頁140。
66. ↑  張家偉（2012年），頁78。
67. ↑  張家偉（2012年），頁122。
68. ↑  Hong Kong Annual Report 1967 (1968), p.15.
69. ↑  Hong Kong Annual Report 1967 (1968), p.16.
70. 1 2  張家偉（2012年），頁128至129。
71. ↑  張家偉（2012年），頁156至157。
72. ↑  〈文革極左：武裝「解放」香港、火燒英國代辦處〉（2008年12月11日）
73. ↑  唐英（2006年8月26日）
74. ↑  "Sir Percy Cradock: Ambassador to China, 1978-83" (29 January 2010)
75. ↑  張家偉（2012年），頁263至264。
76. ↑  〈獅子山頂拆除炸彈，軍火專家跌下殉職〉（1967年8月29日）
77. ↑  〈殉職英軍火專家華克曼中士昨舉行葬禮〉（1967年9月3日）
78. ↑  〈港府向軍部買地，欠款一筆勾銷〉（1966年12月21日）
79. ↑  〈不贊成港府增加軍費，簡悅強昨投反對票〉（1967年3月16日）
80. ↑  Official Report of Proceedings (15 & 16 March 1967), pp.125-126.
81. ↑  Official Report of Proceedings (29 & 30 March 1967), p.273.
82. ↑  Hong Kong Annual Report 1966 (1967), p.214.
83. ↑  Hong Kong Annual Report 1966 (1967), p.213.
84. ↑  Hong Kong Annual Report 1968 (1969), p.221.
85. ↑  Alderson (1972), p.95.
86. ↑  〈彩虹軍需庫啟用〉（1966年9月3日）
87. 1 2  〈位於九龍京士柏，新英國陸軍醫院昨舉行揭幕儀式〉（1967年8月10日）
88. ↑  Hong Kong Annual Report 1966 (1967), p.212.
89. ↑  〈新任駐港英軍總司令華智禮中將會見記者，對本港雨災極表關心〉（1966年6月16日）
90. ↑  Hong Kong Annual Report 1967 (1968), p.207.
91. ↑  〈三軍司令華智禮中將明訪長洲坪洲〉（1967年11月5日）
92. ↑  〈十四鄉興工建設運動場，英軍總司令華智禮中將奠基〉（1968年2月22日）
93. ↑  〈華智禮明視察東涌〉（1968年4月8日）
94. ↑  〈駐港三軍司令華智禮中將參觀新界農業〉（1968年4月30日）
95. ↑  〈英軍司令華智禮下月初赴韓訪問〉（1967年4月29日）
96. ↑  〈駐港英三軍司令華智禮中將就任救生分會副會長〉（1966年9月7日）
97. ↑  〈駐港英軍司令明年七月易人〉（1967年11月23日）
98. ↑  "Supplement to Issue 44653 （页面存档备份，存于）", London Gazette, 9 August 1968, p.8867.
99. 1 2  〈英軍司令華智禮中將退休，今晨乘國泰輪離港，添馬艦鳴禮砲致敬〉（1968年7月4日）
100. ↑  〈華智禮臨別贈言，類似去年騷動事件宜防再有發生，必須隨時提高警惕〉（1968年6月29日）
101. ↑  "Supplement to Issue 44708 （页面存档备份，存于）", London Gazette, 1 November 1968, p.11841.
102. 1 2 3 4  Harfield (1992), p.vi.
103. 1 2  Debrett's Peerage, Baronetage, Knightage, and Companionage (1973), p.2392.
104. ↑  "England and Wales Death Registration Index 1837-2007: John Francis Worsley" (retrieved on 15 April 2017)
105. ↑  "WORSLEY, Sir John Francis" (1987)
106. 1 2 3  "Biographical notes: John Francis WORSLEY" (retrieved on 15 April 2017)
107. ↑  "England and Wales Death Registration Index 1837-2007: Barbara Elizabeth Worsley" (retrieved on 15 April 2017)
108. ↑  Yorkshire Post and Leeds Intelligencer (12 August 1936)
109. ↑  "Richard Worsley (1959)" (retrieve on 15 April 2017)
110. ↑  Robertson (1965), p.635.
111. ↑  Kelly's Handbook to the Titled, Landed and Official Classes (1969), p.2131.

### 英文資料
- Crisp, Frederick Arthur, Visitation of England and Wales Vol. 18. Privately Printed, 1914.
- The India Office and Burma Office List. London: Harrison and sons, Limited, 1928.
- "WORSLEY O.B.E. Geoffrey", Calendars of the Grants of Probate and Letters of Administration (England and Wales), 1932.
- Yorkshire Post and Leeds Intelligencer, 12 August 1936, p.7.
- The Half-Yearly Army List. London: H.M. Stationery Office, January 1942.
- "WORSLEY Elsie Margaret", Calendars of the Grants of Probate and Letters of Administration (England and Wales), 1954.
- Robertson, R. W., Radley Register 1847-1962 （页面存档备份，存于）. Gale and Polden, 1965.
- Hong Kong Annual Report 1966. Hong Kong: Government Press, 1967.
- Official Report of Proceedings （页面存档备份，存于）. Hong Kong: Hong Kong Legislative Council, 15 & 16 March 1967.
- Official Report of Proceedings （页面存档备份，存于）. Hong Kong: Hong Kong Legislative Council, 29 & 30 March 1967.
- Hong Kong Annual Report 1967. Hong Kong: Government Press, 1968.
- "Lt. Gen. Sir John Worsley", Time to Remember [sound recording]. Hong Kong: Radio Television Hong Kong, 2 June 1968.
- Hong Kong Annual Report 1968. Hong Kong: Government Press, 1969.
- Kelly's Handbook to the Titled, Landed and Official Classes. Kelly's Directories, 1969.
- Cooper, John, Colony in Conflict. Hong Kong: Swindon Book Co., 1970.
- Alderson, G. L. D., History of RAE Kai Tak （页面存档备份，存于）. Hong Kong: Royal Air Force Kai Tak, 1972.
- Debrett's Peerage, Baronetage, Knightage, and Companionage. Kelly's Directories, 1973.
- "WORSLEY, Sir John Francis", Calendars of the Grants of Probate and Letters of Administration (England and Wales), 1987.
- Harfield, Alan G., Meerut: The First Sixty Years (1815-1875). London: British Association for Cemeteries in South Asia, 1992. ISBN 978-0-90779-943-6
- Massue, Melville Henry, The Plantagenet Roll of the Blood Royal: Essex Volume. Genealogical Publishing Company, Incorporated, 1994.
- "WORSLEY, Lt-Gen. Sir John (Francis)", Who was Who. London: A. & C. Black, 1996.  (Electronic version. Subscription required)
- Cavendish, Richard, "Independence for Indonesia （页面存档备份，存于）", History Today Volume 49 Issue 11, November 1999.
- Seccombe, Thomas, and, Mills, James, "Macpherson, Duncan (1812-1867)", Oxford Dictionary of National Biography. Oxford: Oxford University Press, 2004. (Electronic version. Subscription required)
- "Sir Percy Cradock: Ambassador to China, 1978-83", The Times, 29 January 2010.
- "Major-General Ronald McAlister", The Times, 12 September 2015.
- "Major General Ronald McAlister - obituary （页面存档备份，存于）", The Daily Telegraph, 22 September 2015.
- "Indian Births and Baptisms, 1786-1947: Geoffrey Worsley （页面存档备份，存于）", FamilySearch, retrieved on 15 April 2017.
- "Indian Births and Baptisms, 1786-1947: Elsie Margaret Macpherson （页面存档备份，存于）", FamilySearch, retrieved on 15 April 2017.
- "England and Wales Death Registration Index 1837-2007: John Francis Worsley （页面存档备份，存于）", FamilySearch, retrieved on 15 April 2017.
- "England and Wales Death Registration Index 1837-2007: Barbara Elizabeth Worsley （页面存档备份，存于）", FamilySearch, retrieved on 15 April 2017.
- "Biographical notes: John Francis WORSLEY （页面存档备份，存于）", British Library Indian Office Family History Search, retrieved on 15 April 2017.
- "John Worsley (1926) （页面存档备份，存于）", Radley College, retrieved on 15 April 2017.
- "Richard Worsley (1959) （页面存档备份，存于）", Radley College, retrieved on 15 April 2017.
- "Sir John Francis Worsley （页面存档备份，存于）", National Portrait Gallery, retrieved on 15 April 2017.

### 中文資料
- 〈華智禮明年來任英軍總司令〉，《華僑日報》第二張第三頁，1965年11月4日。
- 〈駐港英軍司令易人，華致禮明日履新〉，《華僑日報》第二張第三頁，1966年6月9日。
- 〈新任駐港英軍總司令華智禮中將會見記者，對本港雨災極表關心〉，《華僑日報》第二張第二頁，1966年6月16日。
- 〈彩虹軍需庫啟用〉，《華僑日報》第五張第一頁，1966年9月3日。
- 〈駐港英三軍司令華智禮中將就任救生分會副會長〉，《華僑日報》第二張第四頁，1966年9月7日。
- 〈駐港英軍費問題引起工黨新爭論〉，《工商晚報》第一頁，1966年11月10日。
- 〈今後四年香港負擔軍費每年增四千萬〉，《香港工商日報》第四頁，1966年12月21日。
- 〈港府向軍部買地，欠款一筆勾銷〉，《香港工商日報》第五頁，1966年12月21日。
- 〈不贊成港府增加軍費，簡悅強昨投反對票〉，《大公報》第五版，1967年3月16日。
- 〈英軍司令華智禮下月初赴韓訪問〉，《香港工商日報》第四頁，1967年4月29日。
- 〈位於九龍京士柏，新英國陸軍醫院昨舉行揭幕儀式〉，《華僑日報》第三張第一頁，1967年8月10日。
- 〈共區暴徒衝入文錦渡，搗毀鐵絲網奪軍警槍械，用刀斧脅迫理民官簽字〉，《香港工商日報》第四頁，1967年8月12日。
- 〈打鼓嶺卅餘名暴民昨午闖入英界鬧事，英軍五人被擊傷〉，《香港工商日報》第四頁，1967年8月12日。
- 〈文錦渡大捷詳情：港英露醜後嚇得封鎖邊界棄守警署〉，《大公報》第一張第一及第三版，1967年8月12日。
- 〈獅子山頂拆除炸彈，軍火專家跌下殉職〉，《華僑日報》第二張第一頁，1967年8月29日。
- 〈殉職英軍火專家華克曼中士昨舉行葬禮〉，《華僑日報》第二張第三頁，1967年9月3日。
- 〈三軍司令華智禮中將明訪長洲坪洲〉，《華僑日報》第三張第二頁，1967年11月5日。
- 〈駐港英軍司令明年七月易人〉，《香港工商日報》第五頁，1967年11月23日。
- 〈十四鄉興工建設運動場，英軍總司令華智禮中將奠基〉，《華僑日報》第三張第四頁，1968年2月22日。
- 〈華智禮明視察東涌〉，《華僑日報》第三張第三頁，1968年4月8日。
- 〈駐港三軍司令華智禮中將參觀新界農業〉，《華僑日報》第三張第四頁，1968年4月30日。
- 〈華智禮臨別贈言，類似去年騷動事件宜防再有發生，必須隨時提高警惕〉，《華僑日報》第二張第一頁，1968年6月29日。
- 〈英軍司令華智禮中將退休，今晨乘國泰輪離港，添馬艦鳴禮砲致敬〉，《香港工商日報》第四頁，1968年7月4日。
- 〈六七暴動40周年回顧：走過香港文革的歲月 （页面存档备份，存于）〉，《香港蘋果日報》，2007年5月6日。
- 〈文革極左：武裝「解放」香港、火燒英國代辦處 （页面存档备份，存于）〉，《網易新聞》，2008年12月11日。
- 唐英，〈英前官員憶文革噩夢：火燒英國代辦處 （页面存档备份，存于）〉，《大紀元時報》，2006年8月26日。
- 張家偉著，《六七暴動：香港戰後歷史的分水嶺》。香港：香港大學出版社，2012年。 ISBN 978-9-88808-396-1
- 《文化大革命志補卷一：赤禍香港》。延陵科學綜合室，造訪於2016年12月28日。

## 外部鏈結
- 華智禮爵士專訪 （页面存档备份，存于）（帝國戰爭博物館館藏，1984年10月）

| 军职                     | 军职                                                 | 军职                   |
| ------------------------ | ---------------------------------------------------- | ---------------------- |
| 前任： 理查·古德溫准將   | 駐德英軍第6步兵旅群司令 1957年－1960年               | 繼任： 邁克爾·卡弗准將 |
| 前任： 重設              | 第48師（本地陸軍）兼 西密德蘭軍區司令 1961年－1963年 | 繼任： 約翰·威洛比少將 |
| 前任： 查爾斯·哈林頓少將 | 坎伯利參謀學院院長 1963年－1966年                    | 繼任： 默文·巴特勒少將 |
| 前任： 區金諾爵士        | 駐港英軍司令 1966年－1968年                          | 繼任： 余智韜爵士      |